# André Cantenys
André Cantenys, né le 2 avril 1920 à La Bastide-du-Salat (Ariège) et mort le 19 avril 2011 à Paris, est un réalisateur français.

## Biographie
Après avoir été instituteur, André Cantenys, diplômé de l'IDHEC, se consacre au cinéma. Il se fait remarquer notamment par sa réussite dans le domaine du film de court métrage technique et industriel.

## Filmographie
Assistant réalisateur
- 1952 : Les Petites Filles modèles, court métrage (inachevé) réalisé par Éric Rohmer
- 1952 : Piédalu fait des miracles de Jean Loubignac
- 1953 : Piédalu député de Jean Loubignac

Réalisateur
- 1951 : On tue à chaque page (coréalisateurs : Raoul Rossi, Pierre Guilbaud)[1]
- 1956 : Voiles sur la mer
- 1957 : Un creuset
- 1958 : Des hommes, une méthode
- 1958 : Un médecin de campagne (coréalisateurs : Henri Canac, Raoul Rossi)
- 1959 : Auto-manu
- 1959 : U.5
- 1961 : Machines spéciales
- 1962 : Claires écoles
- 1964 : La Charrette et l'âne
- 1967 : Suite européenne
- 1975 : Le Téléphone à l'hôtel
- 1975 : Être cheminot
- 1978 : Anatomie d'un moteur